# Außenministerium (Polen)

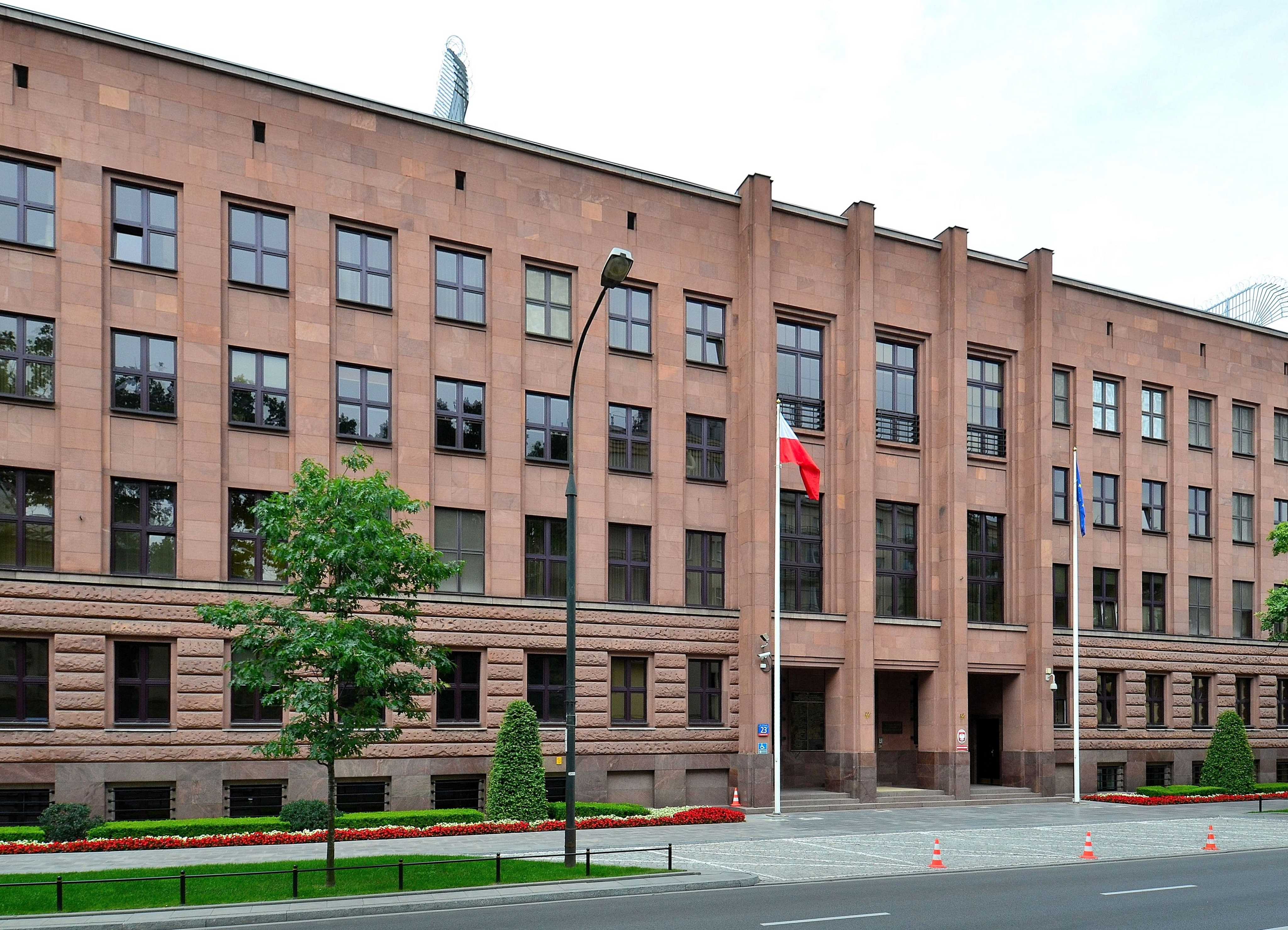
Hauptsitz des Ministeriums

Das Ministerium für Auswärtige Angelegenheiten (polnisch Ministerstwo Spraw Zagranicznych, abgekürzt MSZ) ist eine oberste Behörde der Republik Polen, welche für die Gestaltung und Führung von Auslandspolitik zuständig ist.
Es wurde am 26. Oktober 1918 durch die Rada Regencyjna gegründet. Seit 1945 befindet sich der Hauptsitz des Ministeriums im ehemaligen Gebäude der Najwyższa Izba Kontroli (deutsch Oberste Kontrollkammer).

## Aufgaben
Zu den Hauptaufgaben des Außenministeriums gehören:
- Repräsentation und Verteidigung der Interessen Polens sowie deren Bürger auf diplomatischer Ebene.
- Aufrechterhaltung guter Beziehungen zu anderen Ländern und internationalen Organisationen
- Zusammenarbeit mit der Polonia.
- Leitung der Konsulaten

## Hauptsitz

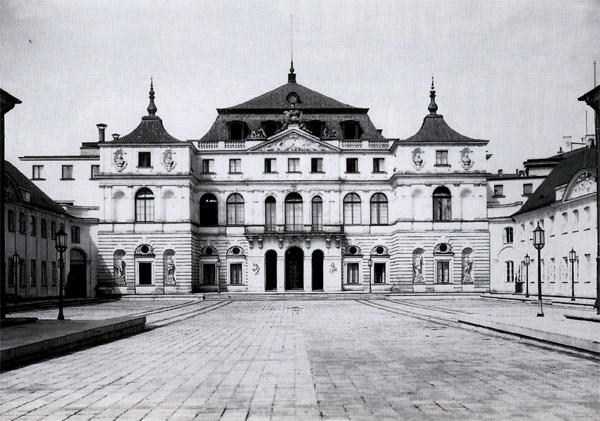
Das Brühlsche Palais

Nach dem Warschauer Aufstand ist das Brühlsche Palais, bis 1939 funktionierender Sitz des Außenministeriums,  1944 von der Wehrmacht gesprengt worden. Das Ministerium siedelte daraufhin zur Aleja Jana Ch. Szucha 23 um. In der Zwischenkriegszeit befand sich dort die Najwyższa Izba Kontroli (deutsch Oberste Kontrollkammer) und während des Zweiten Weltkrieges stellte das Gebäude Sitz der deutschen Ordnungspolizei (Orpo) dar.
Seit 1953 wird des Weiteren der Przeździecki-Palast zu Repräsentationszwecken benutzt.